# Sounds Like a Melody
Sounds Like a Melody – singel synthpopowego zespołu Alphaville z albumu Forever Young, wydany 14 maja 1984.

## Lista utworów
7" Single WEA
1. "Sounds Like a Melody" — 4:29
2. "The Nelson Highrise (Sector One: The Elevator)" — 3:14

12" Maxi WEA
1. "Sounds Like a Melody (Special Long Version)" — 7:42
2. "The Nelson Highrise (Sector One: The Elevator)" — 4:12

12" Maxi Record Store Day 2020 Yellow vinyl
1. "Sounds Like a Melody (Grant & Kelly Remix)" - 8:33
2. "Sounds Like a Melody (Special Long Version Remastered)" - 7:43

- Wersja 7" jest nowym nagraniem studyjnym
- Wersje 7" i 12" w sporym zakresie różnią się od wersji albumowej
- Strona B popularnie nazywana jest w skrócie jako "The Elevator," remiks tego nagrania znajduje się na jednej z kompilacji z serii Dreamscapes.

### Pozostałe wydania
- W albumie Forever Pop (remiks "Staggman Mix")
- W albumie CrazyShow (remiks "MaXx Mystery's 80's Remix")

## Notowania
| Notowanie (1984–1985)     | Pozycja |
| ------------------------- | ------- |
| Austrian Singles Chart    | 3       |
| French SNEP Singles Chart | 10      |
| German Singles Chart      | 3       |
| Norwegian Singles Chart   | 5       |
| Swedish Singles Chart     | 1       |
| Swiss Singles Chart       | 4       |

### Notowania końcoworoczne
| 1984                   | Pozycja |
| ---------------------- | ------- |
| Austrian Singles Chart | 19      |
| Swiss Singles Chart    | 15      |

## Certyfikaty
| Państwo       | Certyfikat | Nakład  |
| ------------- | ---------- | ------- |
| Niemcy (BVMI) | Złoto      | 250 000 |